# EXTL2
Protein giống exostosin 2 (tiếng Anh: Exostosin-like 2) là protein ở người được mã hóa bởi gen EXTL2.